# 河原口
河原口（かわらぐち）は、神奈川県海老名市の地名。現行行政地名は河原口一丁目から河原口六丁目と住居表示未実施の大字河原口からなる。

## 地理
市内西部の相模川左岸に位置し、一帯は相模平野のほぼ中央部となる。中西部は住宅地や工場・店舗が多い一方、東部の一部には水田も見られる。南部にはJR相模線・小田急小田原線の厚木駅が所在する。南西部から時計回りに一丁目から六丁目が所在し、東西の端に住居表示未実施区域がある。
北で上郷およびめぐみ町、東で中央および中新田、南でさつき町および中新田、西で相模川を挟んで厚木市厚木および厚木市金田に接する（特記ないものは海老名市）。

### 面積
面積は以下の通りである。
| 大字・丁目   | 面積（km2） |
| ------------ | ----------- |
| 河原口       | 0.73        |
| 河原口一丁目 | 0.12        |
| 河原口二丁目 | 0.16        |
| 河原口三丁目 | 0.17        |
| 河原口四丁目 | 0.08        |
| 河原口五丁目 | 0.10        |
| 河原口六丁目 | 未発表      |
| 計           | 1.36        |

### 河川
- 相模川
- 鳩川 - 地内北端付近で相模川に合流。

### 地価
住宅地の地価は、2023年（令和5年）1月1日の公示地価によれば、河原口3-4-11の地点で19万1000円/m2となっている。

## 歴史

### 地名の由来
当地付近で相模川と中津川が合流し、広い河原を形成していることに由来するという。

### 沿革
- 江戸時代 - 高座郡河原口村成立。
- 1868年（明治元年）
  - 河原口村、神奈川府を経て神奈川県に所属。
  - 7月17日 - 翌日にかけて関東地方に暴風雨。相模川の堤防が決壊して床上浸水2尺5寸。家屋の流出も発生[6]。
- 1889年（明治22年）4月1日 - 町村制施行により高座郡海老名村大字河原口となる。
- 1940年（昭和15年）12月20日 - 海老名村が町制施行し、海老名町となる。
- 1971年（昭和46年）11月1日 - 海老名町が市制施行し、海老名市となる。
- 1973年（昭和48年）5月1日 - 中央部の一部がさつき町として分離。
- 1994年（平成6年）12月5日 - 東部の一部で住居表示実施、中央三丁目として分離[7]。
- 2012年（平成24年）8月13日 - 中央部で住居表示実施、河原口一丁目〜五丁目を新設[7][注 2]。
- 2020年（令和2年）6月29日 - 厚木駅周辺にあった住居表示未実施地域で住居表示実施、河原口一丁目に編入[8]。
- 2024年（令和6年）9月30日 - 東部の一部で住居表示実施。小田急線北西側は河原口六丁目を新設、小田急線南東側は中央五丁目として分離[9]。

### 町名の変遷
| 実施後       | 実施年月日    | 実施前                   |
| ------------ | ------------- | ------------------------ |
| 河原口一丁目 | 2012年8月13日 | 大字河原口・大字中新田   |
| 河原口一丁目 | 2020年6月29日 | 大字河原口・中新田三丁目 |
| 河原口二丁目 | 2012年8月13日 | 大字河原口               |
| 河原口三丁目 | 2012年8月13日 | 大字河原口・大字上郷     |
| 河原口四丁目 | 2012年8月13日 | 大字河原口               |
| 河原口五丁目 | 2012年8月13日 | 大字河原口               |
| 河原口六丁目 | 2024年9月30日 | 大字河原口               |

## 世帯数と人口
2023年（令和5年）1月1日現在（海老名市発表）の世帯数と人口は以下の通りである。
| 大字・丁目   | 世帯数    | 人口    |
| ------------ | --------- | ------- |
| 河原口       | 25世帯    | 253人   |
| 河原口一丁目 | 478世帯   | 806人   |
| 河原口二丁目 | 737世帯   | 1,600人 |
| 河原口三丁目 | 632世帯   | 1,453人 |
| 河原口四丁目 | 725世帯   | 1,796人 |
| 河原口五丁目 | 555世帯   | 1,693人 |
| 計           | 3,152世帯 | 7,601人 |

### 人口の変遷
国勢調査による人口の推移。
| 年                 | 人口  |
| ------------------ | ----- |
| 1995年（平成7年）  | 5,240 |
| 2000年（平成12年） | 6,271 |
| 2005年（平成17年） | 6,907 |
| 2010年（平成22年） | 7,344 |
| 2015年（平成27年） | 7,815 |
| 2020年（令和2年）  | 7,616 |

### 世帯数の変遷
国勢調査による世帯数の推移。
| 年                 | 世帯数 |
| ------------------ | ------ |
| 1995年（平成7年）  | 1,970  |
| 2000年（平成12年） | 2,321  |
| 2005年（平成17年） | 2,536  |
| 2010年（平成22年） | 2,810  |
| 2015年（平成27年） | 3,003  |
| 2020年（令和2年）  | 3,066  |

## 学区
市立小・中学校に通う場合、学区は以下の通りとなる（2022年12月時点）。
| 大字・丁目   | 番地                                | 小学校                                                  | 中学校                 |
| ------------ | ----------------------------------- | ------------------------------------------------------- | ---------------------- |
| 河原口       | 1356〜1360、1364〜1387 1510〜1605   | 海老名市立海老名小学校                                  | 海老名市立海老名中学校 |
| 河原口       | 1304〜1310、1313〜1333 1361〜1363   | 海老名市立中新田小学校                                  | 海老名市立海西中学校   |
| 河原口       | 872、929〜981 987〜1029、1334〜1355 | 海老名市立中新田小学校 海老名市立有鹿小学校（選択可能） | 海老名市立海西中学校   |
| 河原口       | 2499、2548                          | 海老名市立有鹿小学校                                    | 海老名市立海西中学校   |
| 河原口一丁目 | 1番～25番 27番                      | 海老名市立有鹿小学校                                    | 海老名市立海西中学校   |
| 河原口一丁目 | 26番                                | 海老名市立中新田小学校                                  | 海老名市立海西中学校   |
| 河原口二丁目 | 全域                                | 海老名市立有鹿小学校                                    | 海老名市立海西中学校   |
| 河原口三丁目 | 全域                                | 海老名市立有鹿小学校                                    | 海老名市立海西中学校   |
| 河原口四丁目 | 全域                                | 海老名市立有鹿小学校                                    | 海老名市立海西中学校   |
| 河原口五丁目 | 全域                                | 海老名市立有鹿小学校 海老名市立中新田小学校（選択可能） | 海老名市立海西中学校   |

## 事業所
2021年（令和3年）現在の経済センサス調査による事業所数と従業員数は以下の通りである。
| 大字・丁目   | 事業所数  | 従業員数 |
| ------------ | --------- | -------- |
| 河原口       | 33事業所  | 2,357人  |
| 河原口一丁目 | 34事業所  | 328人    |
| 河原口二丁目 | 66事業所  | 506人    |
| 河原口三丁目 | 28事業所  | 290人    |
| 河原口四丁目 | 20事業所  | 310人    |
| 河原口五丁目 | 17事業所  | 124人    |
| 計           | 198事業所 | 3,915人  |

### 事業者数の変遷
経済センサスによる事業所数の推移。
| 年                 | 事業者数 |
| ------------------ | -------- |
| 2016年（平成28年） | 200      |
| 2021年（令和3年）  | 198      |

### 従業員数の変遷
経済センサスによる従業員数の推移。
| 年                 | 従業員数 |
| ------------------ | -------- |
| 2016年（平成28年） | 3,614    |
| 2021年（令和3年）  | 3,915    |

## 交通

### 鉄道
- 小田急小田原線・JR相模線 - 厚木駅[注 3]
- 相鉄厚木線（貨物線） - 厚木（貨物）駅・厚木操車場

### バス
- 海老名市コミュニティバス
  - 大谷・杉久保ルート 海老名駅行・EXPASA海老名下り行

かつては相模鉄道バス部門（現：相鉄バス）などが相模大橋を経由して厚木市方面を結ぶ路線を運行していたが、すべて廃止されている。

### 道路
高速道路
- 首都圏中央連絡自動車道（圏央道、さがみ縦貫道路） - 一丁目〜三丁目の西端をなす。施設なし（海老名IC - 圏央厚木IC間）。

主要地方道
- 神奈川県道40号横浜厚木線 - 地内北東から南西へ走り、相模大橋へ至る。
- 神奈川県道43号藤沢厚木線 - 地内南部から相模大橋へ至る。相模大橋東交差点以西は40号・51号と重複。
- 神奈川県道46号相模原茅ヶ崎線 - 地内を南北に走る。相模大橋東交差点以北は40号・51号と、以南は43号と重複。また地内東部を別線の一部が通過。
- 神奈川県道51号町田厚木線 - 40号・46号と重複。

一般県道
- 神奈川県道409号相模川自転車道線 - 自転車道で別名「さがみグリーンライン自転車道」。2021年3月に一部区間が供用開始。

## 施設
河原口（住居表示未実施）
- 圏央道 圏央相模川橋
- あゆみ橋
- 相模大橋
- 小田急小田原線 相模川橋梁
- 河原口多目的広場[19]
- 河原口相沢公園[19]

河原口一丁目
- 小田急小田原線 厚木駅
- JR相模線 厚木駅
- 相鉄厚木線 厚木操車場
- 河原口五反田児童遊園[19]

河原口二丁目
- 海老名河原口郵便局
- 海老名市立歴史資料収蔵館
- 安養院
- 三眼六足稲荷大権現
- 河原口上島合（かみしまあい）児童遊園[19]

河原口三丁目
- 海老名市立有鹿小学校
- 総持院
- 神武神社

河原口四丁目
- 河原口第一公園[19]
- 河原口御手作公園[19]
- 河原口御手作緑道[19]
- 河原口代官分（だいかんぶん）第二児童遊園[19]

河原口五丁目
- 日本通運海老名物流センター
- オートバックス海老名店
- 河原口第二公園[19]
- 河原口一大縄（いちおおなわ）公園[19]
- 河原口二大縄（におおなわ）公園[19]
- 河原口四大縄（しおおなわ）児童遊園[19]

## ギャラリー

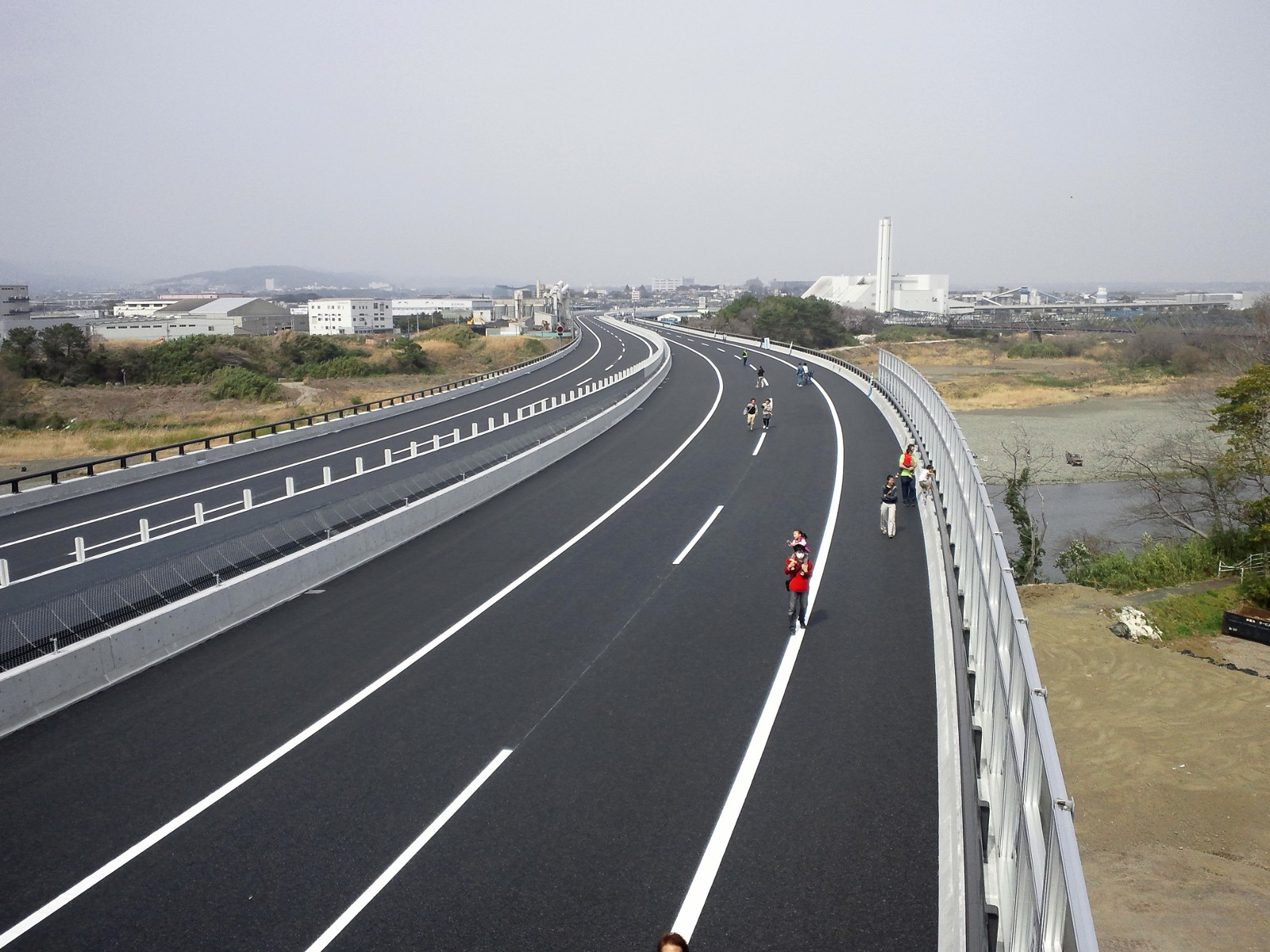
圏央相模川橋
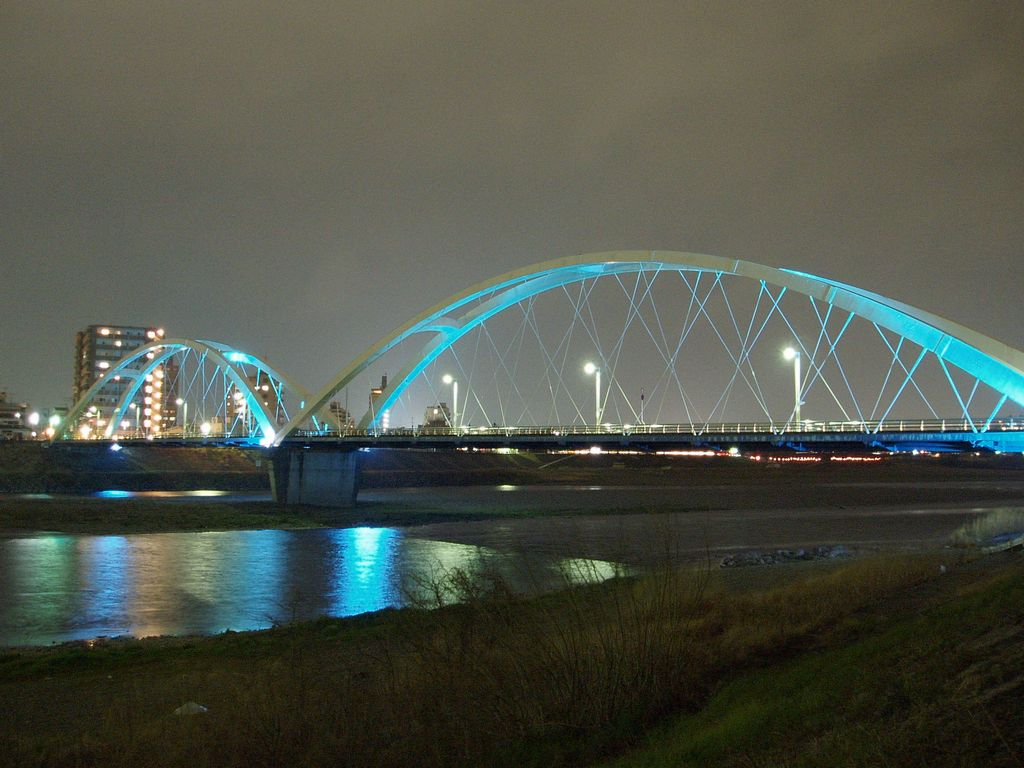
あゆみ橋
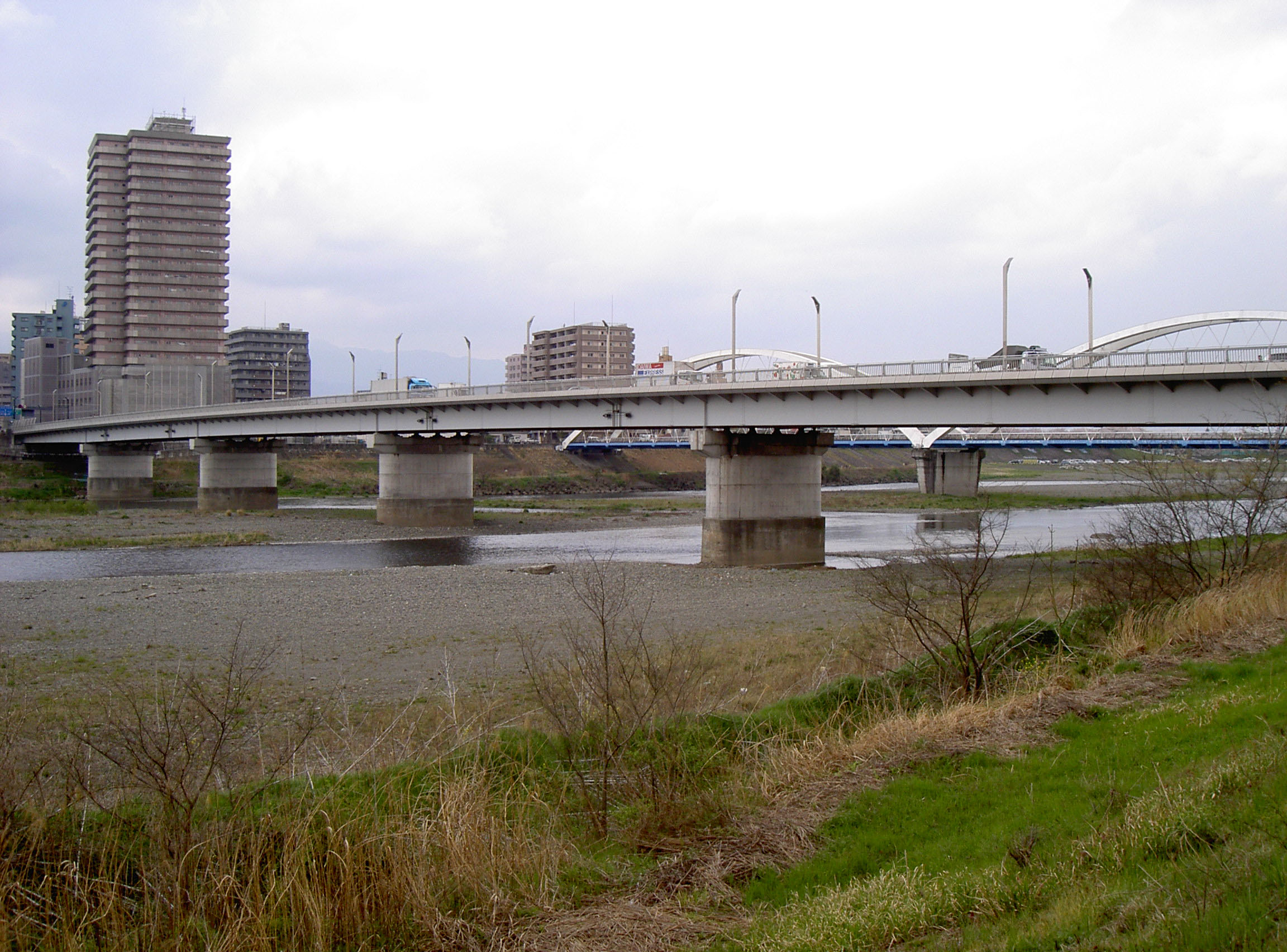
相模大橋
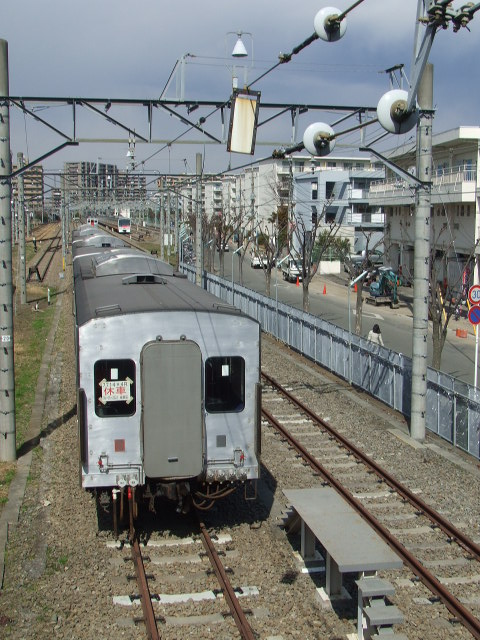
厚木操車場
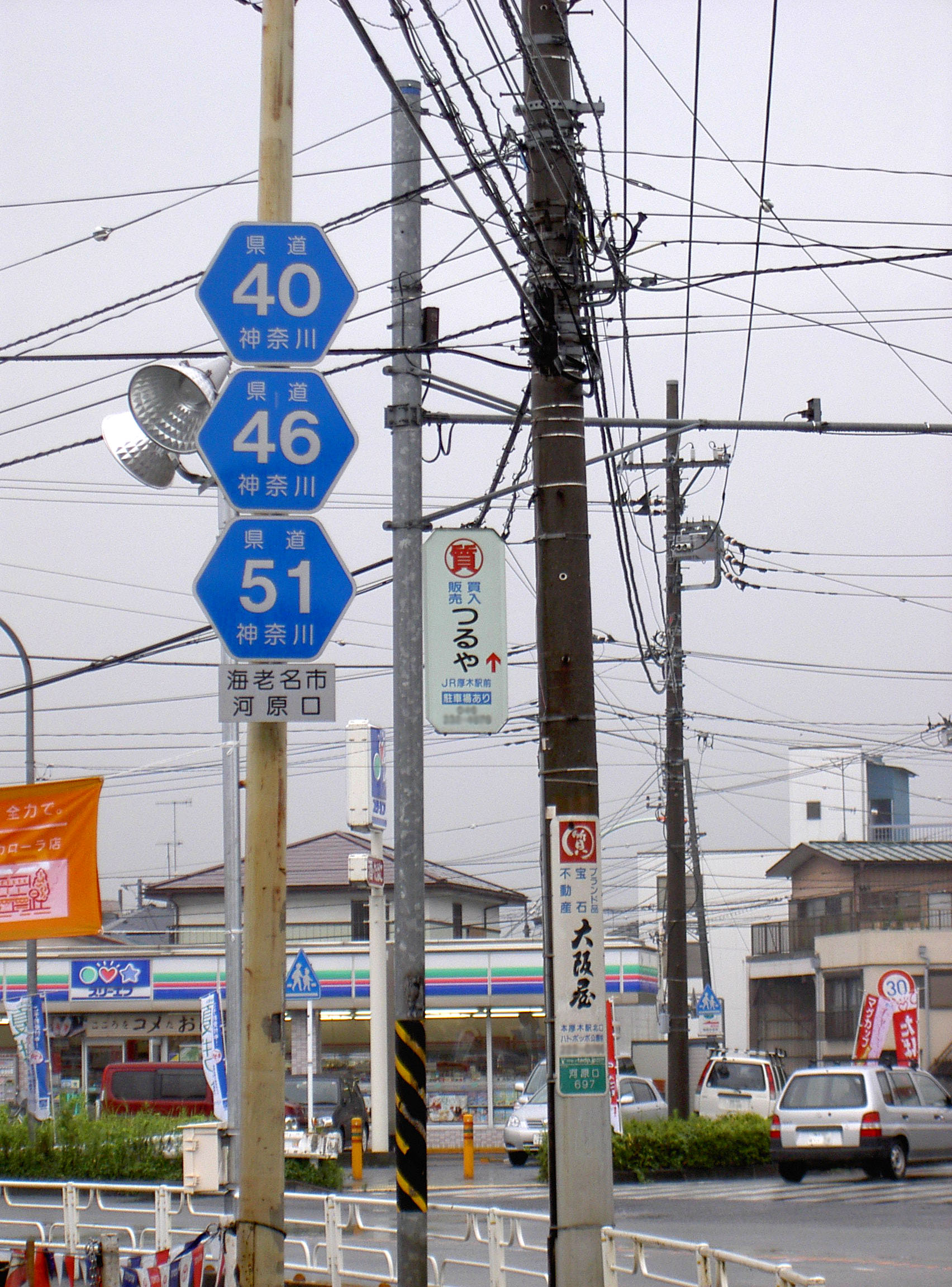
神奈川県道40号・46号・51号重複区間